# Indian Head
Indian Head – miasto w Stanach Zjednoczonych, w stanie Maryland, w hrabstwie Charles.